# 维勒潘特
维勒潘特（法語：Villepinte，法語發音：[vilpɛ̃t] ⓘ）是法国法兰西岛大区塞纳-圣但尼省的一个市镇，位于该省中部，属于勒兰西区。

## 地理
维勒潘特（48°57'38"N, 2°31'49"E）面积10.37 平方千米，位于法国法蘭西島大區塞纳-圣但尼省，该省份为法国北部内陆省份，毗邻巴黎。
与维勒潘特接壤的市镇（或旧市镇、城区）包括：欧奈苏布瓦、塞夫朗、法兰西地区特朗布莱、沃茹尔、戈内斯。

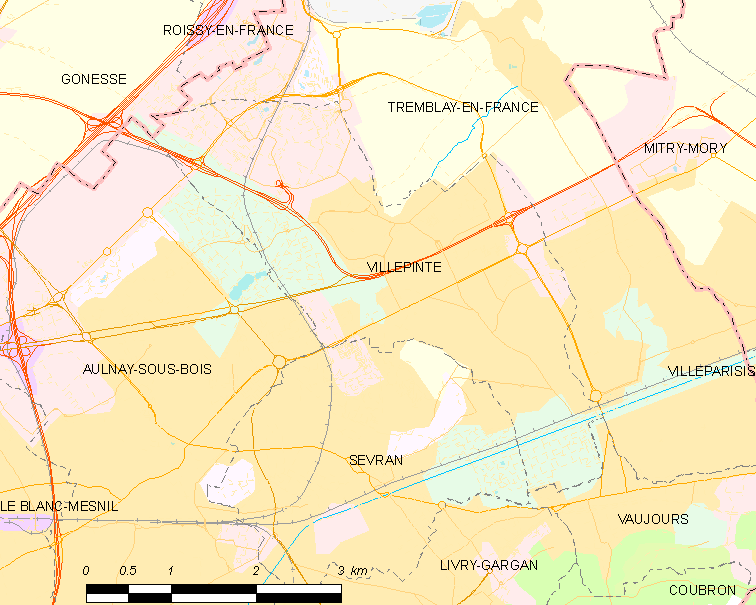
维勒潘特的OSM定位图

维勒潘特的时区为UTC+01:00、UTC+02:00（夏令时）。

## 行政
维勒潘特的邮政编码为93420，INSEE市镇编码为93078。

## 政治
维勒潘特所属的省级选区为塞夫朗县。

## 人口

1962-2008年间维勒潘特人口变化图示

维勒潘特于2022年1月1日时的人口数量为39647人。